# Kiro Russo
Pour les articles homonymes, voir Russo.
Kiro Russo, né en 1984 à La Paz (Bolivie), est un réalisateur, scénariste et monteur bolivien.

## Biographie
Kiro Russo naît à La Paz, Bolivie. Il étudie la réalisation à l'Universidad del Cine à Buenos Aires, en Argentine.

## Filmographie partielle

### Au cinéma (réalisateur, scénariste et monteur)

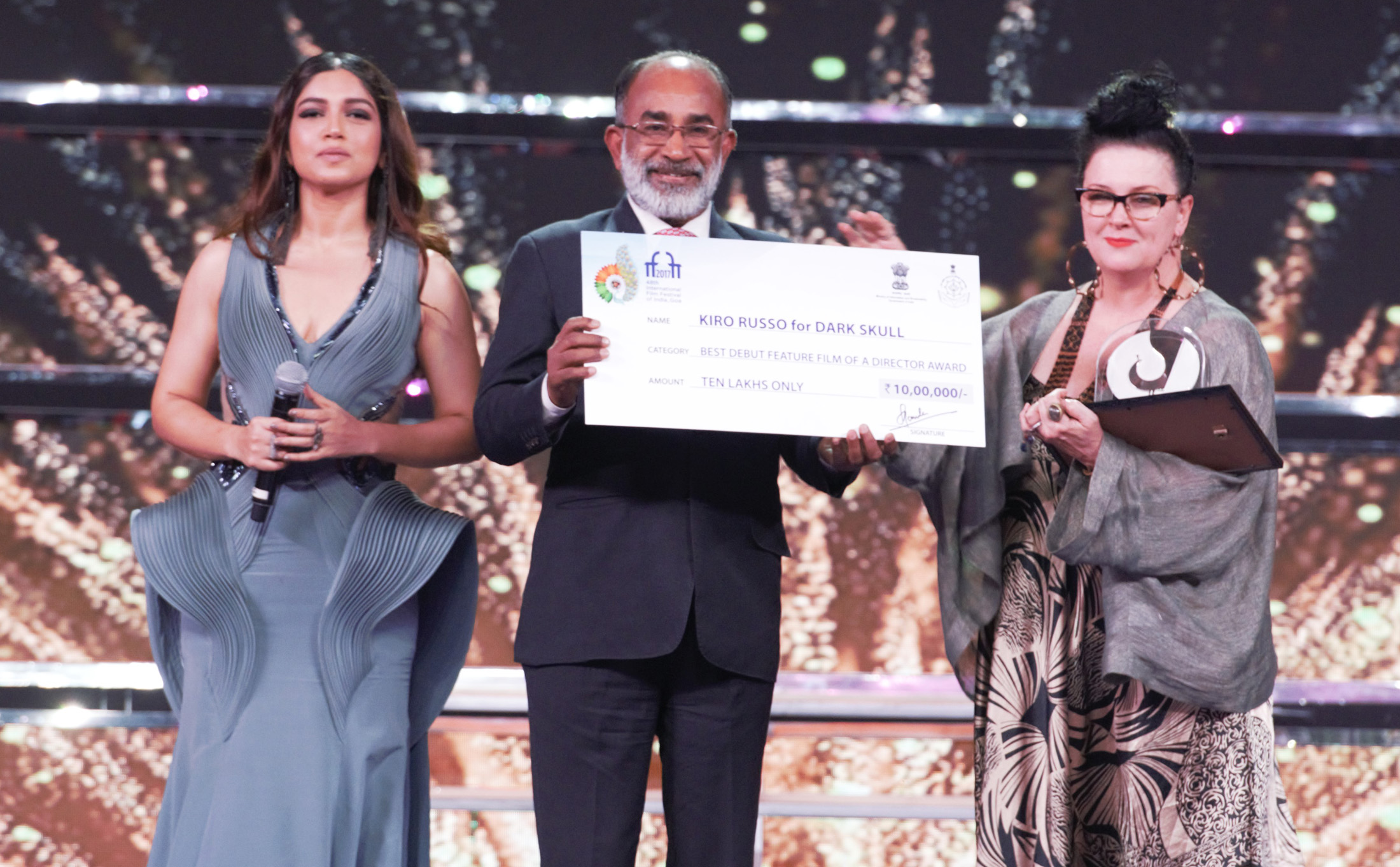
Le prix Silver Peacock Award du 48e festival international du film d'Inde est attribué à Kiro Russo pour Dark Skull (Viejo calavera) en 2017.

- 2010 : Enterprisse (court métrage)
- 2011 : Juku (court-métrage documentaire)
- 2015 : Nueva vida (court-métrage - réalisateur, scénariste et producteur)
- 2016 : Viejo calavera (également producteur)
- 2021 : El Gran Movimiento (également producteur)